# NGC 4683
NGC 4683 is een elliptisch sterrenstelsel in het sterrenbeeld Centaur. Het hemelobject werd op 8 juni 1834 ontdekt door de Britse astronoom John Herschel.

## Synoniemen
- ESO 322-83
- MCG -7-26-47
- DRCG 56-18
- DCL 212
- PGC 43182